# Bomba de fedor

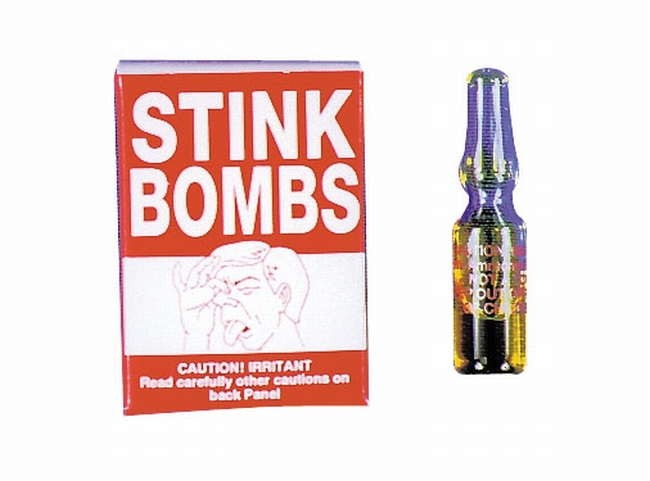
Bombas de fedor em ampolas para serem quebradas ou despejadas.

A bomba de fedor (também conhecida como peido de velha, barbantinho cheiroso, bombinha fedida ou peido de alemão) é um dispositivo utilizado para fazer pegadinhas ou brincadeiras deixando o ambiente com mau cheiro. Pode ser feito em formato de cápsulas ou ampolas de vidro ou plástico ou feitos com barbantes e estopins para serem queimados como uma espécie de fogo de artifício inofensivo. É muito utilizado por crianças para pegadinhas em ambiente escolar.

## Composição
Por serem pegadinhas comuns e inofensivas, são facilmente reproduzidas e podem ser encontradas em lojas de artigos de festas e ilusionismo ou de pirotecnia. O tipo mais comum de bombas de fedor são os barbantinhos cheirosos que podem ser feitos em casa e geralmente são feitos com tiras de barbante que após serem encharcadas com algum líquido (principalmente medicamento para gastrite em flaconetes com metionina B12 na composição) e que após secar, ao se incendiar o barbante, ele libera um odor fedido.
Outro tipo comum, são as bombas de fedor em formato de ampolas ou capsulas que podem ser arremessadas ou rompidas para liberar o fedor no local. Estas tendem a produzir um odor mais intenso por serem um líquido e por isto, permitir uma concentração maior do composto químico que produz o mau cheiro.
Alguns dos componentes mais comuns para produzir os odores são:
- Compostos de sulfado orgânicos
  - Etanotiol (para odores de alho-poró, cebolas ou repolho cozido)
  - Propanotiol
  - Butanotiol (para odores similares ao fluido de cangambá)
- Compostos de sulfato inorgânicos
  - Sulfato de amônio (para odores de ovos podres)
- Ácidos carboxílicos
  - Ácido propanoico (para odor de suor)
  - Ácido butanoico (para odor de vômito)
  - Ácido valérico (para odor de chulé)
  - Ácido caproico (para odor de queijo)
- Aminos
  - Trietilamina (para odor de peixe podre)
  - Putrescina (para odor de carne podre)
  - Cadaverina (para odor de carne podre)
- Compostos heterocíclicos
  - Indol (para odor de fezes)
  - Escatol (para odor de fezes)